# Rhadinella rogerromani
Espèce
Synonymes
- Rhadinaea rogerromani Köhler & Mccranie, 1999

Statut de conservation UICN

 NT  : Quasi menacé
Rhadinella rogerromani  est une espèce de serpents de la famille des Dipsadidae.

## Répartition
Cette espèce est endémique du Parc national du Cerro Saslaya au Nicaragua.

## Étymologie
Cette espèce est nommée en l'honneur de Róger Román de la réserve de biosphère de Bosawás.

## Publication originale
- Köhler & Mccranie, 1999 : A new species of colubrid snake of the Rhadinea godmanni group from Cerro Saslaya, Nicaragua (Reptilia, Serpentes, Colubridae). Senckenbergiana biologica, vol. 79, no 2, p. 243-249.